# کوزوو
کوزوو (به آلبانیایی: Kosova) با نام رسمی جمهوری کوزوو کشوری در مرکز شبه‌جزیره بالکان در اروپای جنوب شرقی است که در سال ۲۰۰۸ اعلان استقلال کرده گرچه صربستان آن را بخشی از خاک خود می‌داند. ۱۰۴ کشور جهان از ۱۹۳ کشور عضو رسمی سازمان ملل تا ۴ سپتامبر ۲۰۲۰ کوزوو را به رسمیت شناخته‌اند و این کشور به عضویت نهادهای بین‌المللی همچون بانک جهانی و صندوق بین‌المللی پول درآمده است. گرچه، روسیه و چین دو عضو دائم شورای امنیت استقلال کوزوو را به رسمیت نشناخته‌اند و این کشور عضو سازمان ملل نیست.

## مشخصات
کوزوو پس از اعلام استقلال یک‌جانبه، نام خود را از اقلیم کوزوو به جمهوری کوزوو تغییر داد. این کشور با مساحت ۱۰٬۸۸۷ کیلومتر مربع، ۱۶۹اُمین کشور جهان از نظر مساحت است. همچنین با جمعیتی در حدود ۱٬۹۳۵٬۲۵۹ نفر (برآورد ۲۰۲۱) ۱۵۲اُمین کشور جهان از نظر جمعیت است. جمهوری کوزوو از غرب با آلبانی و مونته‌نگرو، از شمال و شرق با صربستان و از جنوب با مقدونیه شمالی همسایه است. بزرگ‌ترین شهر و پایتخت این جمهوری، پریشتینا است. از شهرهای مهم آن می‌توان به پریزرن، اوروشواس، میترویتسا، جاکوویسا و پچ اشاره کرد.
بیشتر قومیت این جمهوری را آلبانی‌تبارها تشکیل می‌دهند، اما ۴ درصد صرب و ۴ درصد دیگر اقوام هستند. دین بیشتر مردم اسلام است، اما اقلیت‌های ارتدکس و کاتولیک و دین‌های دیگر نیز در آن ساکن هستند. یورو واحد پول جمهوری کوزوو است و سیستم حکومتی جمهوری پارلمانی با یک مجلس قانون‌گذاری در آن حاکم است.

## تاریخ
۱۳۸۹: کوزوو توسط مراد اول به امپراتوری عثمانی ملحق شد.
۱۹۱۲: در جنگ اول بالکان صربستان بار دیگر کوزوو را تحت کنترل خود درآورد.
۱۹۴۵: پس از جنگ جهانی دوم دولت جمهوری فدرال سوسیالیستی یوگسلاوی، کوزوو را با نام استان سوسیالیستی خودمختار کوزوو به‌عنوان بخشی از جمهوری سوسیالیستی صربستان، به رسمیت شناخت. پس از چهار دهه، آلبانیایی‌تبارهای کوزوو تبلیغات گسترده‌ای را برای خودمختاری بیشتر ترتیب دادند.
۱۹۷۴: از جانب دولت یوگسلاوی، وضعیتی برابر با یک جمهوری به کوزوو اعطا شد و در قانون اساسی یوگسلاوی نیز به تصویب رسید.
۱۹۸۰–۱۹۸۹: با وجود اعطای قانون‌گذاری به آلبانیایی‌تبارهای کوزوو، ناسیونالیست‌های آلبانیایی پا را از این نیز فراتر گذاشتند و در دههٔ ۱۹۸۰ میلادی با برگزاری شورش‌های خیابانی، خواستار استقلال کوزوو از یوگسلاوی شدند. ناسیونالیست‌های صرب کوزوو به رهبری اسلوبودان میلوسویچ، با تظاهرکنندگان آلبانیایی‌تبار درگیر شدند و این درگیری‌ها به خشونت کشیده شد.
۱۹۸۹: صربستان، تحت رهبری میلوسویچ قانون اساسی را به تصویب رساند که خودمختاری کوزوو به حداقل رسید.
۱۹۹۱: رهبران آلبانیایی کوزوو در پاسخ با برگزاری یک همه‌پرسی، استقلال خود را از صربستان اعلام کردند. میلوسویچ که در آن زمان به رهبری یوگسلاوی نیز رسیده بود، سرکوب گسترده‌ای را علیه دولت غیررسمی کوزوو که در آن زمان بر عهدهٔ ابراهیم روگوا بود و همچنین آلبانیایی‌تبارهای کوزوو آغاز کرد.
۱۹۹۵: ارتش آزادی‌بخش کوزوو با ماهیتی شورشی و شبه‌نظامی تشکیل گردید.
۱۹۹۸: میلوسویچ کارزاری را به منظور مقابله با شبه‌نظامیان کوزوو بنیاد نهاد و دست به سرکوب زد.
۱۹۹۹: ناتو در مارس ۱۹۹۹ بدون اجازهٔ سازمان ملل به یوگسلاوی (صربستان و مونته‌نگرو) حمله کرد و کشور را طی ۷۸ روز بمباران می‌کرد. دلیل حمله، نقض حقوق آلبانیایی‌تباران کوزوو و همچنین جلوگیری از قتل‌عام و نسل‌کشی آلبانیایی‌تباران از سوی حکومت صربستان اعلام شد.
۱۹۹۹: پس از بمباران شدید نیروهای ناتو، نیروهای صرب در ژوئن ۱۹۹۹ از کوزوو عقب‌نشینی کردند.
۱۹۹۹: شورای امنیت سازمان ملل طی قطعنامه شماره ۱۲۴۴، مصوب سال ۱۹۹۹، در کوزوو یک حکومت موقت ایجاد کرد که زیر نظارت سازمان ملل کار خود را آغاز کرد. بنا به این قطعنامه، حق تمامیت ارضی صربستان نیز محفوظ شناخته شد.

### استقلال از صربستان (۲۰۰۸)
کوزوو در قرون وسطی بخشی از صربستان محسوب می‌شد و از قرن پانزدهم تا ابتدای قرن بیستم تحت حکومت امپراتوری عثمانی قرار داشت. در اواخر قرن نوزدهم این منطقه مرکز جنبش استقلال‌طلبی آلبانیایی‌ها شد. شکست عثمانی در جنگ اول بالکان (۱۳–۱۹۱۲) موجب شد تا کوزوو به قدرت‌های فاتح بالکان تعلق گیرد. پادشاهی صربستان بخش بزرگ کوزو را تصاحب کرده و قسمت‌های غربی هم ضمیمهٔ خاک مونته‌نگرو شد. در پایان جنگ جهانی اول هر دو کشور بخشی از پادشاهی یوگسلاوی شدند و پس از جنگ جهانی دوم کوزوو به‌عنوان یک استان خودمختار به عنوان بخشی از جمهوری صربستان در جمهوری فدرال سوسیالیستی یوگسلاوی قرار گرفت.

با فروپاشی یوگسلاوی در آغاز دهه ۱۹۹۰ منازعات قومی دیرپای میان صرب‌ها و آلبانیایی‌تبارها شدت گرفت و در جریان جنگ کوزوو (۹۹–۱۹۹۸) به اوج خود رسید. این جنگ با دخالت ناتو به پایان رسید. ناتو یوگسلاوی را مجبور کرد که نیروهای ارتش خود را از کوزوو خارج کرده و این منطقه به موجب قطعنامه ۱۲۴۴ شورای امنیت به‌عنوان منطقه‌ای تحت‌الحمایهٔ سازمان ملل تعیین شد. در ۱۷ فوریهٔ ۲۰۰۸ پارلمان کوزوو اعلام استقلال کرد و بیشتر کشورهای عضو ناتو، اتحادیه اروپا و سازمان همکاری و توسعه اقتصادی کوزوو را به‌رسمیت شناخته‌اند، اما هیچ‌یک از کشورهای مستقل مشترک‌المنافع و سازمان همکاری شانگهای آن را به‌رسمیت نشناخته‌اند. صربستان همچنان کوزوو را به عنوان یک دولت مستقل به رسمیت نمی‌شناسد اما بر اساس توافق سال ۲۰۱۳ بروکسل مشروعیت نهادهای دولتی کوزوو را پذیرفته است. قضات دیوان بین‌المللی دادگستری لاهه هم در سال ۲۰۱۰ به درخواست صربستان یک نظریهٔ مشورتی در مورد مشروعیت قانونی استقلال کوزوو صادر کرد و به اتفاق آرا نتیجه گرفتند که این اعلام استقلال، مقررات حقوق بین‌الملل را نقض نکرده است.

نقشهٔ کشورهایی که استقلال کوزوو را به‌رسمیت شناخته‌اند.

## سیاست

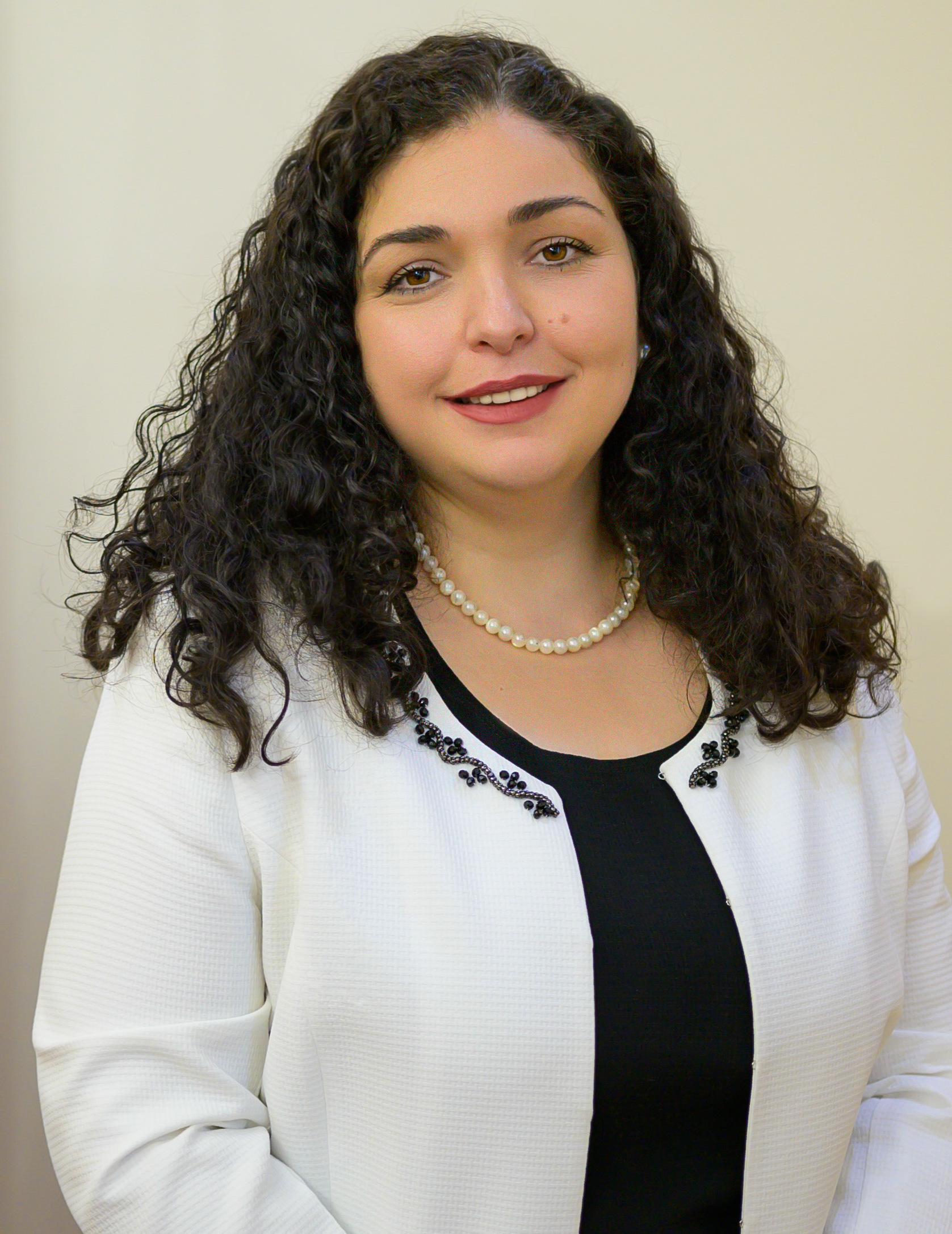
ویوسا عثمانی، رئیس‌جمهور

در ۱۷ فوریهٔ ۲۰۰۸، مجمع ملی کوزوو رسماً استقلال خود را از صربستان اعلام کرد. آمریکا و بسیاری از کشورهای اروپای غربی و جهان، استقلال کوزوو را به رسمیت شناختند، ولی صربستان و روسیه از به رسمیت شناختن استقلال کوزوو خودداری کردند. آمریکا نخستین کشور جهان بود که یک هیئت دیپلماتیک به کوزوو اعزام کرد. در انتخابات کوزوو نیز، فاتمیر سیدیو در ۱۰ فوریهٔ ۲۰۰۶ با کسب اکثریت آرای مجمع ملی، به‌عنوان رئیس‌جمهور کوزوو انتخاب شد. هاشم تاچی نیز در ۹ ژانویهٔ ۲۰۰۸ با صلاحدید مجمع ملی به سمت نخست‌وزیر کوزوو برگزیده شد. قانون اساسی کوزوو در ۹ آوریل ۲۰۰۸ تصویب و در ۱۵ ژوئن قابلیت اجرایی پیدا کرد.

## جغرافیا

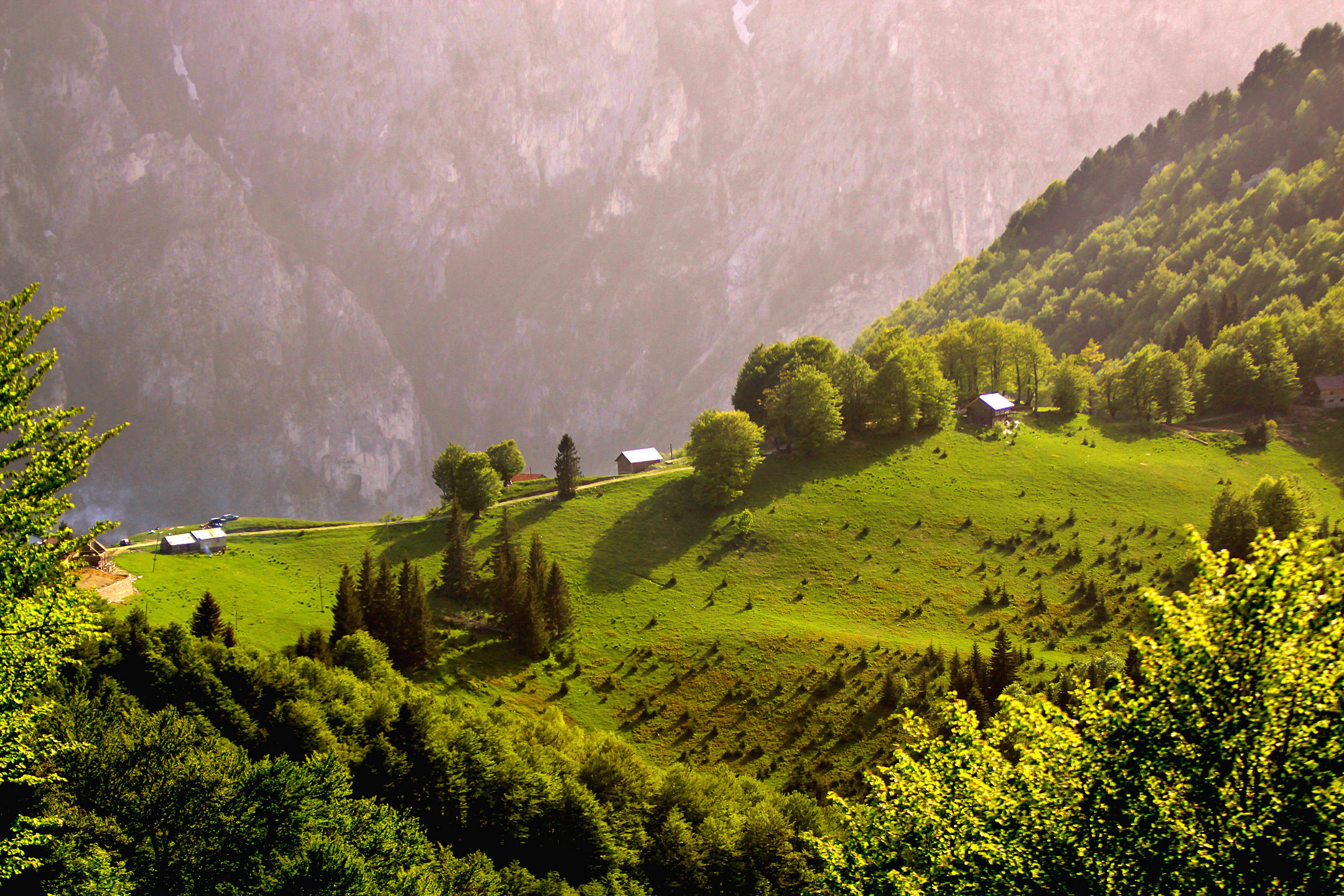
چشم‌اندازی از طبیعت کوزوو در نزدیکی مرز آلبانی

پایتخت کوزوو، شهر پریشتینا ۶۳۰ هزار نفر جمعیت دارد و مساحت آن ۱۰٬۸۸۷ کیلومتر مربع است.
کوزوو کشوری مرتفع است. پست‌ترین نقطهٔ این کشور، وایت درین در کنار مرز با آلبانی با ۲۹۷ متر ارتفاع از سطح آب‌های آزاد و بلندترین نقطه، قلهٔ دراویکا با ۲٬۵۶۵ متر ارتفاع است که در غرب این کشور قرار دارد.

### اقلیم
کوزوو دارای اقلیم قاره‌ای است به‌طوری که دارای زمستان‌هایی سرد و پر برف و تابستان‌هایی نسبتاً گرم است. جریان‌های هوای سرد آلپ و هوای گرم و مرطوب مدیترانه‌ای باعث ایجاد تنوع آب و هوایی در این منطقه شده است. آب و هوای بیشتر مناطق کوزوو، تحت تأثیر اقلیم آلپی و اقلیم مدیترانه‌ای هستند.

## تقسیمات کشوری

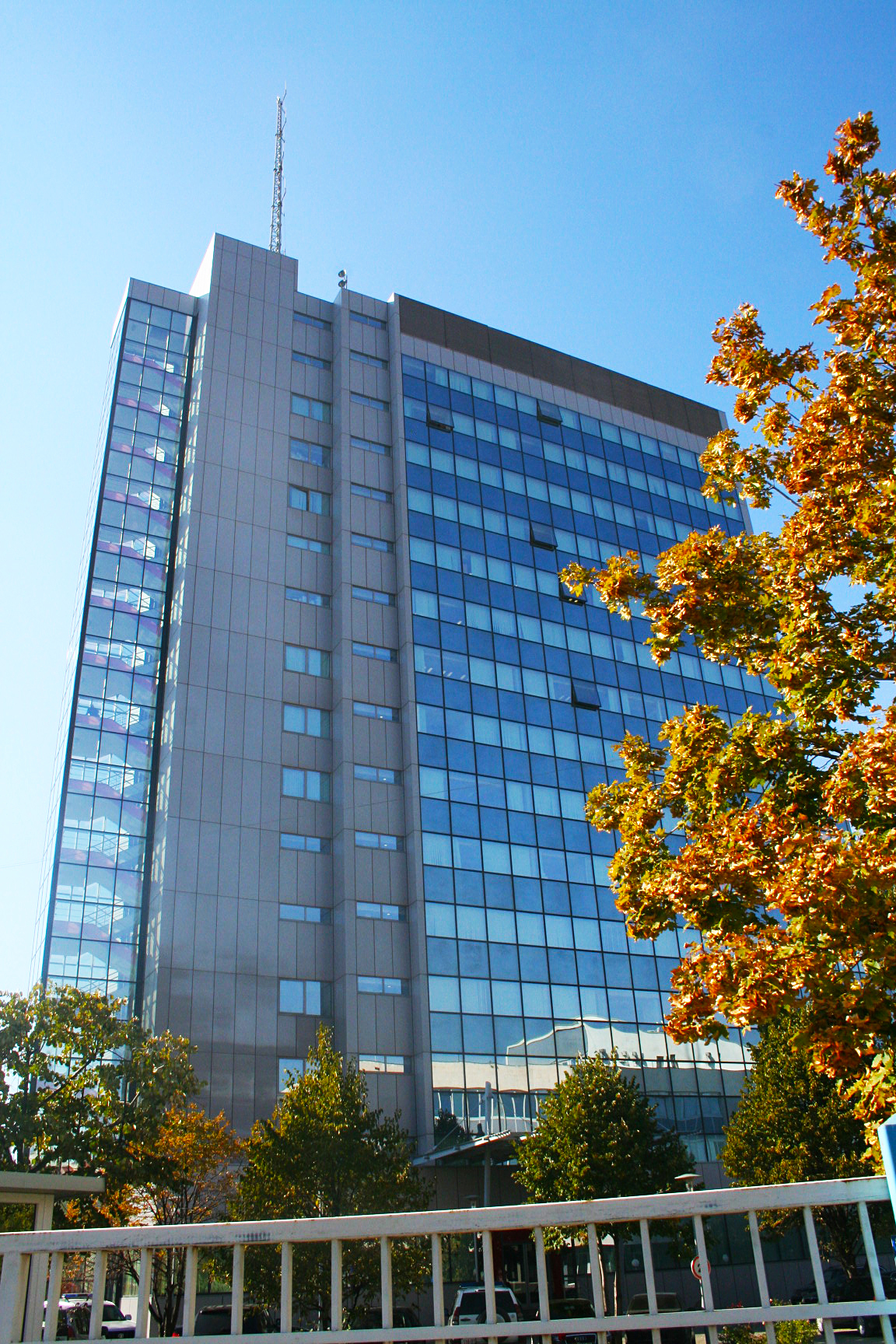
ساختمان دولت جمهوری کوزوو در پریشتینا

کوزوو بر اساس قوانین داخلی و توافقنامهٔ بروکسل در سال ۲۰۱۳ به هفت ناحیه تقسیم شده است. این نواحی نیز به ۳۸ شهرداری تقسیم می‌شوند. بزرگ‌ترین و پرجمعیت‌ترین ناحیهٔ کوزوو، ناحیهٔ پریشتینا به مرکزیت پریشتینا است که مساحتی معادل ۲٬۴۷۰ کیلومتر مربع (۹۵۳٫۶۷ مایل مربع) و ۴۷۷٬۳۱۲ نفر جمعیت دارد.

## اقتصاد
واحد پول کوزوو، یورو است. از مهم‌ترین صادرات کوزوو می‌توان به انواع فلزات، تولیدات چرمی و ماشین‌آلات اشاره کرد.

## جمعیت‌شناسی
جمعیت کوزوو در سال ۲۰۲۱، حدود ۱٬۹۳۵٬۲۵۹ نفر برآورد شده است. در کوزوو، آلبانیایی‌ها با ۹۲٪ اکثریت و صرب‌ها با ۴٪ و بقیه نیز با ۴٪ اقلیتی شامل بوسنیایی‌ها، گورانی‌ها، کولی‌ها، ترک‌ها، مصری‌ها و دیگر قومیت‌ها را تشکیل می‌دهند. صرب‌های کوزوو عموماً در نواحی شمالی زندگی می‌کنند و در این کشور، زبان صربی نیز زبانی رسمی است.

### دین
| ادیان در کوزوو    | ادیان در کوزوو    | ادیان در کوزوو | ادیان در کوزوو | ادیان در کوزوو |
| ----------------- | ----------------- | -------------- | -------------- | -------------- |
| دین               | دین               |                | درصد           | درصد           |
| اسلام (عموما سنی) | اسلام (عموما سنی) |                | ۹۵٫۶٪          | ۹۵٫۶٪          |
| مسیحیت            | مسیحیت            |                | ۳٫۷٪           | ۳٫۷٪           |
| -(کاتولیک)        | -(کاتولیک)        |                | ۲٫۲٪           | ۲٫۲٪           |
| -(ارتدکس)         | -(ارتدکس)         |                | ۱٫۵٪           | ۱٫۵٪           |
| بی‌دین             | بی‌دین             |                | ۰٫۱٪           | ۰٫۱٪           |
| سایر باورها       | سایر باورها       |                | ۰٫۱٪           | ۰٫۱٪           |
| نامعلوم           | نامعلوم           |                | ۰٫۱٪           | ۰٫۱٪           |

کوزوو دارای حکومتی سکولار و کشوری بدون دین رسمی است. آزادی ادیان و آزادی اندیشه، در قانون اساسی این کشور، مورد تأکید قرار گرفته است. جامعهٔ کوزوو با سرعتی بالا، سکولارسازی شده و این جامعه از نظر آزادی و تساوی حقوق باورمندان به ادیان و خداناباوران و تحمل عقاید مختلف، در ردهٔ نخست کشورهای جنوب اروپا و در ردهٔ نهم جهان، قرار دارد.
بیش از ۹۵٪ مردم کوزوو پیرو اسلام و در حدود ۴٪ پیرو مسیحیت هستند. اکثر آلبانیایی‌تبارهای کوزوو مسلمان هستند و این مسئله در خصوص بوسنیایی‌ها، گورانی‌ها، ترک‌ها و برخی از گروه‌های روکمی، آشکالی و مصری نیز صدق می‌کند.

## یادداشت
1. ↑  تلفظ اصلی کوسوو است.